# I Learned the Hard Way
I Learned the Hard Way è il quarto album in studio del gruppo soul/funk statunitense Sharon Jones & The Dap-Kings, pubblicato nel 2010.

## Tracce
1. The Game Gets Old – 3:55
2. I Learned the Hard Way – 3:47
3. Better Things – 3:40
4. Give It Back – 3:22
5. Money – 3:22
6. The Reason – 2:20
7. Window Shopping – 4:35
8. She Ain't a Child No More – 2:35
9. I'll Still Be True – 3:48
10. Without a Heart – 2:45
11. If You Call – 3:00
12. Mama Don't Like My Man – 2:31